# Columbarium spiralis
Columbarium spiralis là một loài loài ốc biển nước sâu rất hiếm gặp, là động vật thân mềm chân bụng sống ở biển thuộc họ Turbinellidae.